# Ēriks Ķiģelis
Ēriks Ķiģelis (né le 11 mars 1955 à Saldus, mort le 5 octobre 1985) est un guitariste-chanteur de rock letton et leader du groupe Līvi. Il décède prématurément dans un accident de voiture.
Il est le père de Fēlikss Ķiģelis.